# Harbach
Harbach là một đô thị thuộc huyện Altenkirchen, trong bang Rheinland-Pfalz, phía tây nước Đức. Đô thị Harbach có diện tích 5,63 km², dân số thời điểm ngày 31 tháng 12 năm 2006 là 581 người.